# 卡文迪什广场

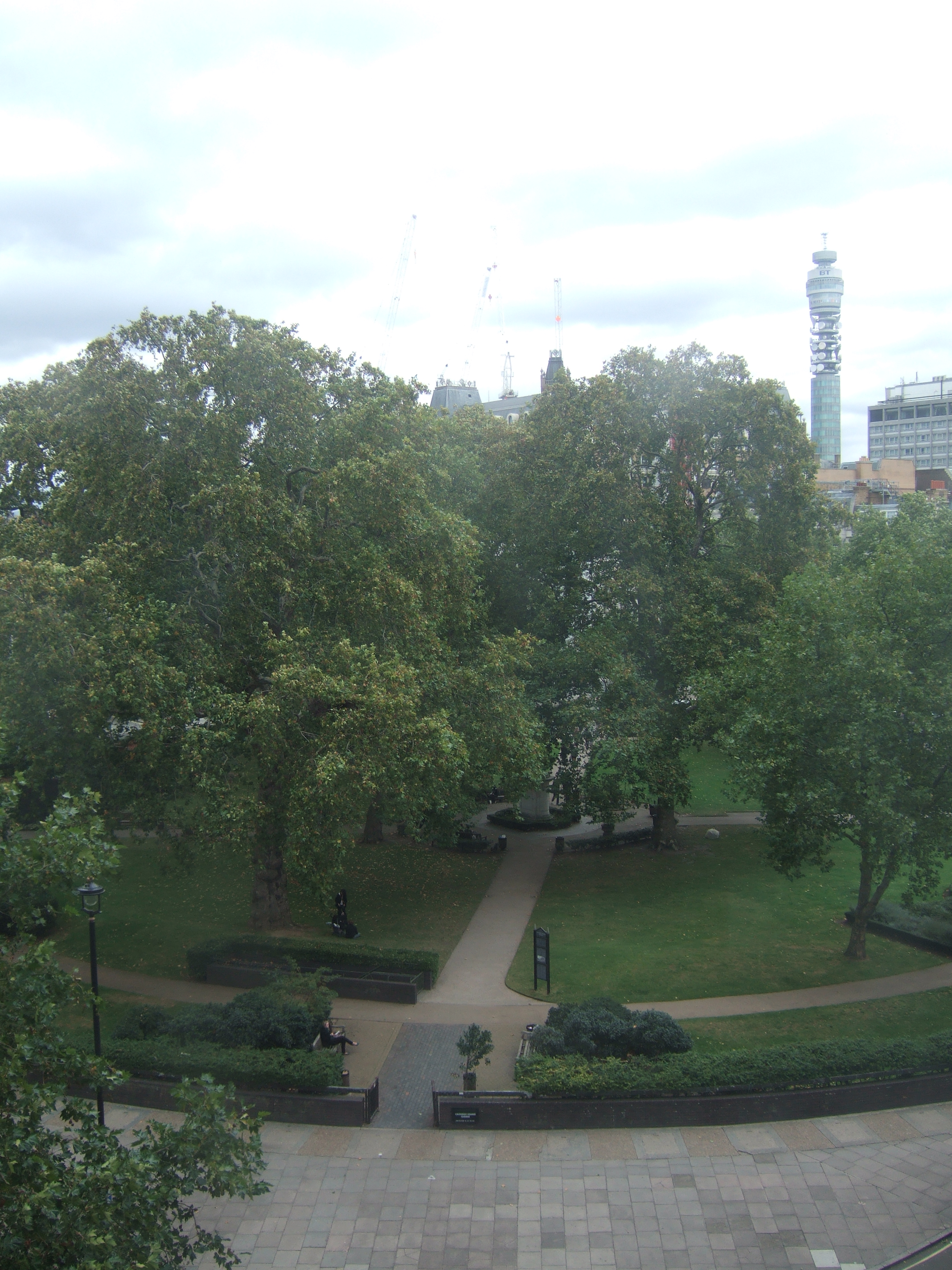
卡文迪什广场

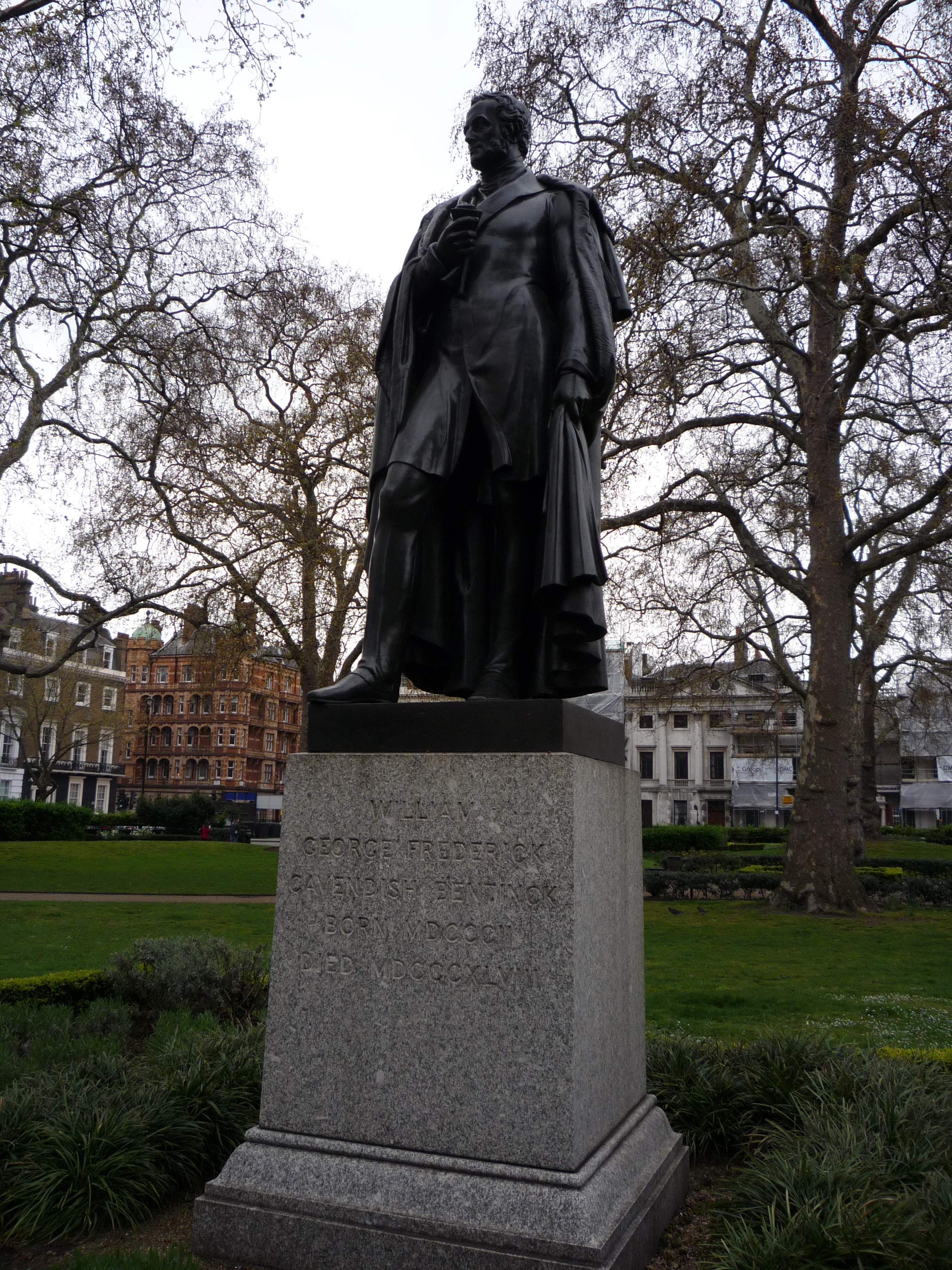
乔治·本廷克爵士铜像

卡文迪什广场（Cavendish Square）是伦敦西区的一个广场，靠近牛津街与摄政街两条主要购物街交汇处牛津圆环。它位于威格莫尔街东端（西端为波特曼广场）。 广场的一侧为约翰·刘易斯百货公司的旗舰店。
广场上的一座建筑悬挂蓝色牌匾，表明它曾是威斯敏斯特大学的创始人昆廷霍格的住所。皇家护理学院的总部设在卡文迪什广场，西区犹太会堂 也设于此处。 
卡文迪什广场南侧是乔治·本廷克爵士（1802年至1848年）的铜像，由托马斯·坎贝尔于1848年竖立。
在卡文迪什广场的地下，有一个停车场，能停放521辆汽车和83辆摩托车。